# جامعة كاليفورنيا الولائية (تشيكو)
جامعة كاليفورنيا الولائية (بالإنجليزية: California State University, Chico)‏ هي جامعة عامة في تشيكو بكاليفورنيا. تأسست في عام 1887، وهي ثاني أقدم حرم جامعي في نظام جامعة كاليفورنيا الولائية المكونة من 23 حرمًا. اعتبارًا من الفصل الدراسي خريف 2018، كان إجمالي عدد الطلاب المسجلين في الجامعة هو 17,448 طالبًا. تقدم الجامعة 126 نوعًا من شهادات البكالوريوس، و35 نوعًا من درجات الماجستير، وأربعة أنواع من أوراق اعتماد التدريس.